# Homacodontidae
Gli omacodontidi (Homacodontidae) sono una famiglia di artiodattili estinti. Vissero tra l'Eocene inferiore e l'Oligocene superiore (circa 52 - 26 milioni di anni fa) e i loro resti fossili sono stati ritrovati in Nordamerica, Asia ed Europa. 

## Descrizione
Gli omacodontidi erano piccoli animali, della taglia di un tragulo. L'aspetto di questi artiodattili doveva ricordare le forme attuali più piccole dell'ordine, come i traguli o i muntjac, ma probabilmente erano dotati di una coda allungata. Gli omacodontidi erano dotati di quattro o cinque dita in ogni zampa, e ogni dito terminava in un piccolo zoccolo. Il cranio era dotato di un set completo di denti, al contrario della maggior parte degli altri artiodattili che invece hanno dentature specializzate. I molari erano bunodonti ma più marcatamente selenodonti rispetto a quelli degli analoghi (e contemporanei) diacodexidi. Il protocono era conico e solitamente l'ipocono era ben sviluppato. Era presente una piccola cuspide accessoria nel cingulum anteriore. La forma del corpo e delle zampe, particolarmente snelle, sono simili a quelle dei diacodexidi.

## Classificazione
La famiglia Homacodontidae venne descritta per la prima volta da Othniel Charles Marsh nel 1874, per accogliere il genere nordamericano Homacodon. Gli omacodontidi sono stati per lungo tempo confusi con i Dichobunidae, un'altra famiglia di artiodattili arcaici, e con gli Helohyidae (anch'essi nordamericani), ma recenti revisioni indicano che gli omacodonti erano forme ben differenziate, con caratteristiche distinte nella dentatura. Tra i generi più noti si ricordano il già citato (ed eponimo) Homacodon, l'insolito Pentacemylus dotato di un grande metaconulo, Antiacodon, Gagadon (il cui nome è un omaggio a Lady Gaga) e Bunomeryx. Quest'ultimo, in particolare, per alcune caratteristiche del cranio e della dentatura, è stato avvicinato all'origine dei tilopodi. 

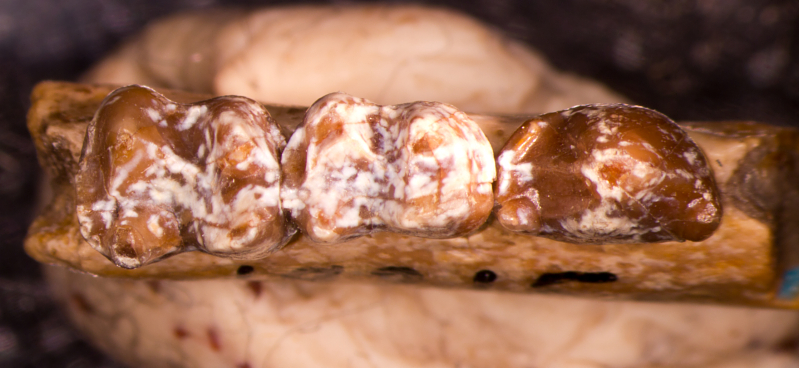
Denti di Hexacodus pelodes

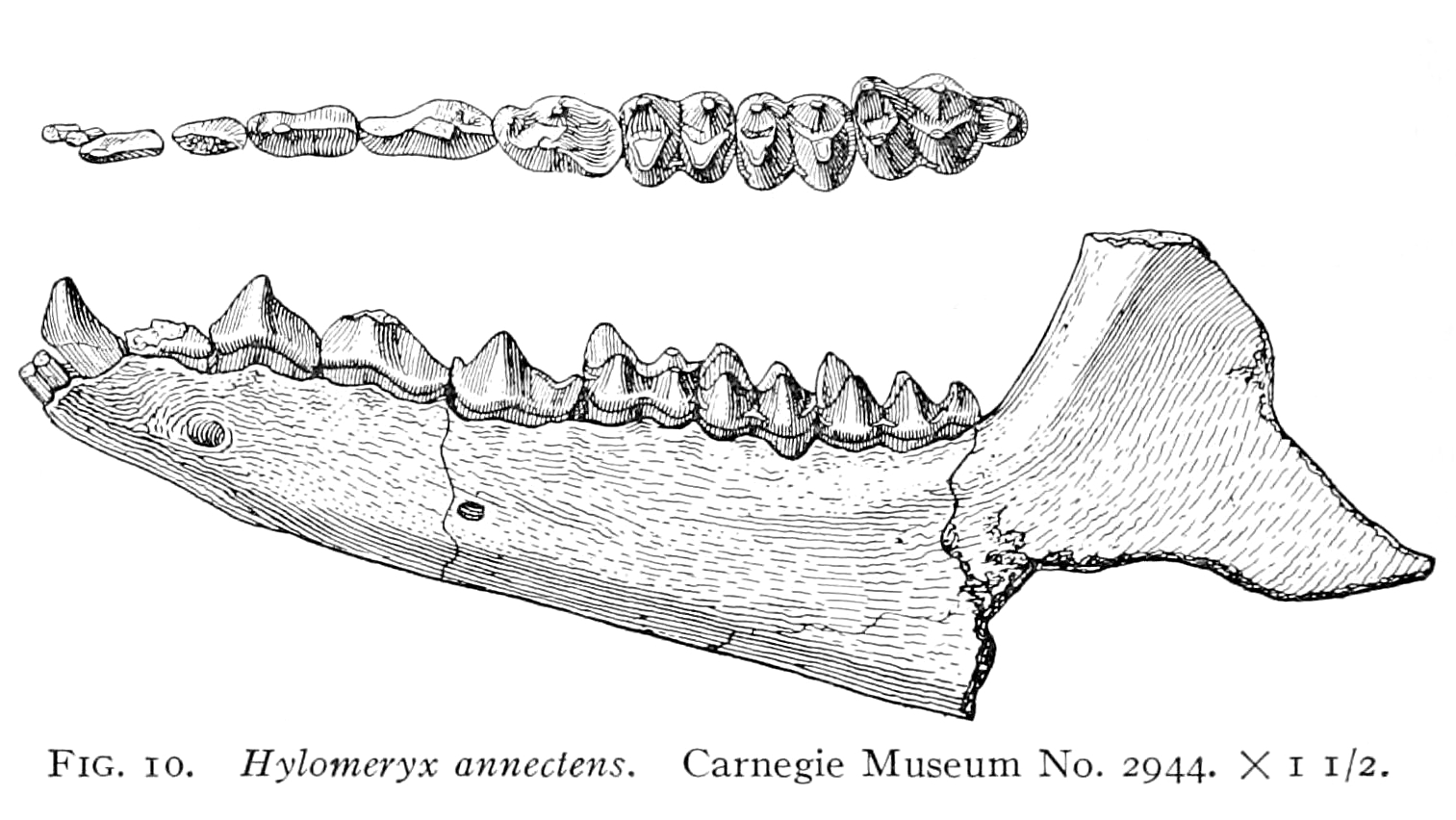
Mandibola di Hylomeryx annectens

### Filogenesi
Di seguito è riportato un cladogramma tratto da Mikko's Phylogeny Archive (http://www.helsinki.fi/~mhaaramo/metazoa/deuterostoma/chordata/synapsida/eutheria/artiodactyla/dichobunoidea/homacodontidae.html):
```
o †
Homacodontidae
 Marsh, 1874 [non 1849] [incl. Bunomerycidae sensu Theodor et al., 2007]
  |--o †
Homacodon
 Marsh, 1872 [
Nanomeryx
]
  |  |-- †
H. vagans
 Marsh, 1872
  |  |-- †
H.
 sp. A. [Stucky, 1998]
  |  |-- †
H.
 sp. B. [Stucky, 1998]
  |  `-- †
H.
 sp. C. [Stucky, 1998]
  |?-o †
Antiacodon
 Marsh, 1872
  |  |-- †
A. venustus
 Marsh, 1872
  |  |-- †
A. vanvaleni
 Guthrie, 1971
  |  |-- †
A. pygmaeus
 Cope, 1872 [incl. 
Nanomeryx caudatus
]
  |  |-- †
A. furcatus
 (Cope, 1873)
  |  |-- †
A
. sp. [Stucky; Krishtalka (unpubl.)]
  |  `-- †
A
. sp. [Gunnell & Bartels, 2001]
  |--o †
Auxontodon
 Gazin, 1958
  |  |-- †
A. pattersoni
 Gazin, 1958
  |  `-- †
A. processus
 Storer, 1984
  |-- †
Texodon meridianus
 West, 1982
  |-- †
Gagadon minimonstrum
 Stucky et al., 2014
  |--o †
Microsus
 Leidy, 1870
  |  |-- †
M. cuspidatus
 Leidy, 1870
  |  `-- †
M. 
 sp. [Stucky, 1998; Gunnell & Bartels, 2001]
  |--o †
Hexacodus
 Gazin, 1952
  |  |-- †
H. pelodes
 Gazin, 1952
  |  |-- †
H. uintensis
 Gazin, 1952
  |  |-- †
H.
 sp. [Stucky, 1998]
  |  `-- †
H.
 sp. [Gunnell & Bartels, 2001]
  |?- †
Bunomeryx montanus
 Wortman, 1898
  |--o †
Hylomeryx
 Peterson, 1919 [incl. 
Sphenomeryx
 Peterson, 1919]
  |  |-- †
H. annectens
 Peterson, 1919
  |  |-- †
H. quadricuspis
 (Peterson, 1919) [
Sphenomeryx quadricuspis
 Peterson, 1919]
  |  `?- †
H
. sp.
  |--o †
Pentacemylus
 Peterson, 1931
  |  |-- †
P. progressus
 Peterson, 1931
  |  `-- †
P. leotensis
 Gazin, 1955
  |-- †
Mytonomeryx scotti
 Gazin, 1955
  |-- †
Mesomeryx grangeri
 Gazin, 1955
  |-- †
Limeryx chimera
 Métais, Qi, Guo & Beard, 2005
  |-- †
Asiohomocodon myanmarensis
 Tsubamoto et al., 2003
  `-- †
Tsaganohyus pecus
 Kondrashov et al., 2004
```

## Paleoecologia
La forma dei denti degli omacodonti suggerisce che questi animali erano brucatori, che si nutrivano di piccole foglie, forse nel sottobosco. La forma del corpo e delle zampe, inoltre, indica che questi animali si muovevano velocemente. 